# 그리스 의회

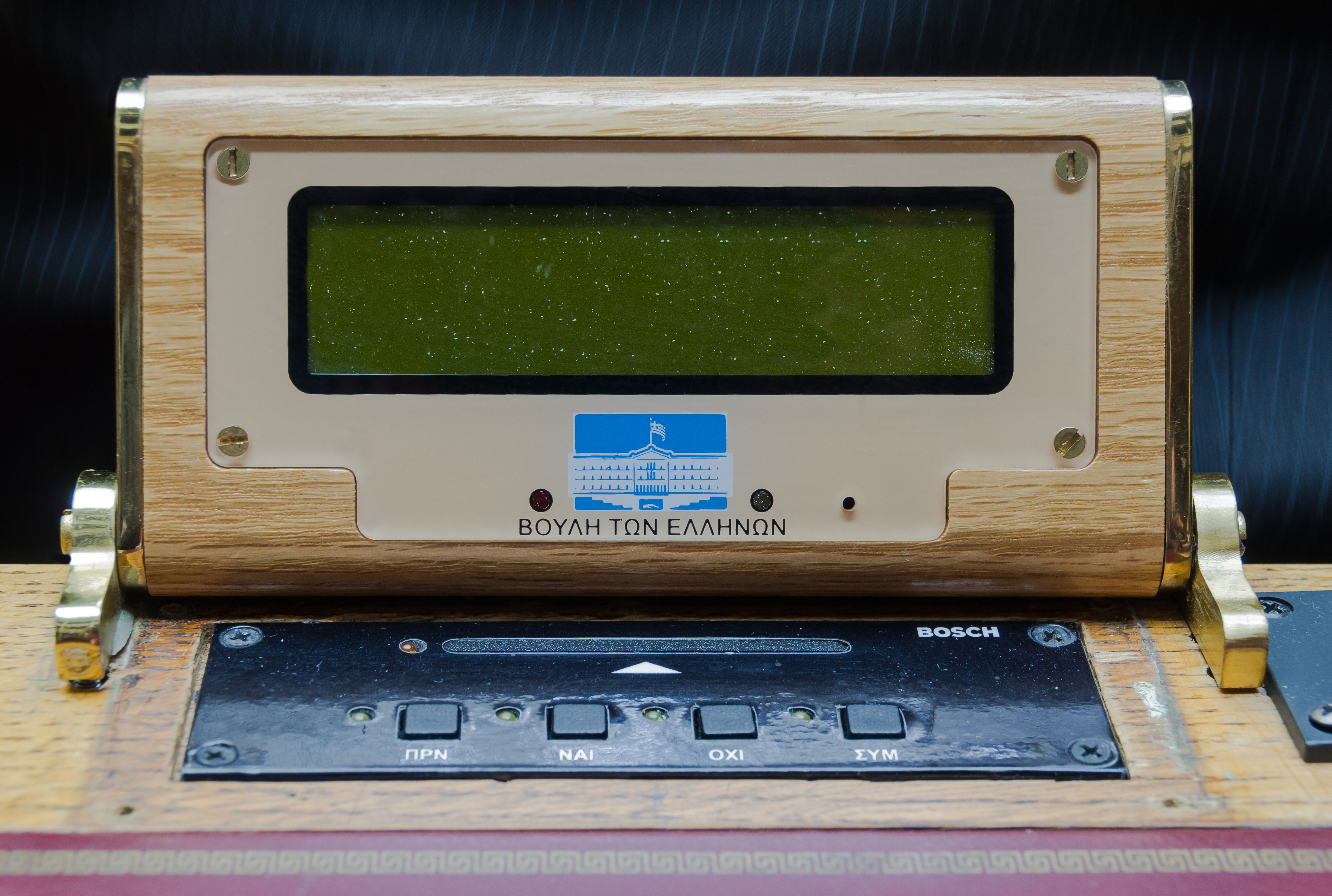
그리스 의회의 전자 투표기

그리스 의회(그리스어: Βουλή των Ελλήνων)는 그리스의 단원제 의회이다. 4년 임기의 의회 의원 300명이 업무를 보고 의결을 하는 곳이다.

## 역사
그리스 혁명 당시에도 의회에서 정기 총회가 열리기는 했지만 실질적으로 최초의 독립 국가 그리스의 의회는 1843년에서야 이뤄졌다. 9월 혁명 이후 왕이 물러나면서 헌법이 제정된 데에 따른 것이었다.
1911년 그리스 헌법이 개정되면서 인권이 크게 인식되고 기본권과 더불어 현대적인 법제 의식이 자리하게 된다. 이후로는 군사 독재시기를 맞으면서 7년간 민주의식에 암흑기를 맡게 되기도 한다. 1974년에 이르러서 국민의 자연권을 인정하고 의회 내에서 69.18%의 득표로 군주제에 반하는 그리스 공화제에 대한 찬성 법안이 통과된다.

## 기구
의회의사당의 운영은 크게 최고 의원 간부회가 총 관리하며 5명의 하원 대변인과 공식 대변인, 세 명의 지구위원장, 6명의 서기관으로 이뤄져 있다.
대변인 직이나 서기관 직은 선거 이후의 야당과 여당의 차이에 따라 직위 수행에 제한이 따르기도 한다. 임기 초기에 임기 수행자가 결정된다.

## 같이 보기
- 2019년 그리스 총선거
- 그리스 고궁